# Herbert Goltzen
Julius Arthur Herbert Goltzen (* 5. September 1904 in Berlin; † 27. Juni 1979 in Kaufbeuren) war ein deutscher evangelisch-lutherischer Pfarrer und Mitinitiator des Pfarrernotbundes.

## Leben
Herbert Goltzen wurde in Berlin als Sohn des Rechtsanwalts Arthur Goltzen und der Julia Lehmann geboren. Nach dem Besuch des Wilhelms-Gymnasiums in Berlin studierte er an den Universitäten Tübingen, Marburg und Göttingen. In Tübingen trat er der Studentenverbindung AV Nicaria im Schwarzburgbund bei. Außerdem schloss er sich im Studium der evangelischen Jugendbewegung an. Hier begegnen ihm zum ersten Mal Karl Bernhard Ritter und Wilhelm Stählin. Seine Ordination erfolgte am 17. Mai 1931, anschließend wirkte er im Vorbereitungsdienst als Synodialvikar in Düsseldorf. In dieser Zeit lernte er Ernst Käsemann kennen, mit dem ihn eine lebenslange Freundschaft verband. Im November 1931 heiratete er seine Frau Magdalene Dorothea, geborene Jepsen. 1932 war er Hilfsprediger in Beeck-Alsum. Noch im selben Jahr wechselte er schließlich als Pfarrer nach Kohlo in der Niederlausitz (heute Koło, zur Landgemeinde Brody) und wirkte dort bis 1945. In diese Zeit fallen vielfältige Tätigkeiten im Rahmen der Bekennenden Kirche. Von März 1943 bis Januar 1945 war er Aushilfsdozent für Hymnologie und Liturgik an der Kirchenmusikschule in Berlin-Spandau. Zum Kriegsende kam er einem im Februar 1945 ergangenen Räumungsbefehl zunächst nicht nach. Nach einer zwischenzeitlichen Vertreibung nach Schlesien erfolgte die endgültige Vertreibung aus Kohlo im Juni 1945.
Nach kurzer Tätigkeit im Diakonissenmutterhaus Lehnin folgte er 1946 einer Einladung von Bischof Wilhelm Stählin nach Oldenburg, wo er am 30. Mai 1946 als Pfarrer eingeführt wurde. Nach dem Rücktritt Stählins nahm er die Gelegenheit wahr, aus der Stadt wieder in eine Landgemeinde zu wechseln und wurde im November 1954 in der Gemeinde Emstek mit Sitz in Cappeln eingeführt, wo er bis zum Eintritt in den Ruhestand am 31. Oktober 1969 tätig war. Für sein Wirken in der Evangelisch-Lutherischen Kirche in Oldenburg war er bereits im Februar 1965 zum Kirchenrat ernannt worden.
Nach seiner Emeritierung zog Goltzen mit seiner Frau nach Weißensee bei Füssen im Allgäu, arbeitete aber immer noch aktiv in der Lutherischen Liturgischen Konferenz und bei den Deutschen Evangelischen Kirchentagen mit. Herbert Goltzen starb am 27. Juni 1979 in Kaufbeuren nach einem Verkehrsunfall und wurde in Weißensee bestattet.

## Theologisches Wirken
Goltzen gehörte mit Eugen Weschke und Günter Jacob zu den Initiatoren des evangelischen Pfarrernotbundes, der am 21. September 1933 in der Wohnung von Pfarrer Gerhard Jacobi in Berlin gegründet wurde. Er war Mitglied der Berneuchener Bewegung, die nach dem Ersten Weltkrieg und dem Zusammenbruch der alten kirchlichen Ordnung (Ende des Landesherrlichen Kirchenregiments) zur geistlichen Erneuerung der Evangelischen Kirche entstanden war, und seit 1935 auch Mitglied der 1931 aus dieser Bewegung hervorgegangenen Evangelischen Michaelsbruderschaft. In dem der Berneuchener Bewegung nahestehenden Johannes-Stauda-Verlag (Kassel) veröffentlichte er mehrere theologische Schriften und Aufsätze. In der Michaelsbruderschaft gehörte Herbert Goltzen, wie auch Karl Bernhard Ritter, zu den Gegnern der Frauenordination, die er als widersprüchlich zu Bibel und lutherischem Bekenntnis betrachtete.
Goltzen wurde als ausgewiesener Liturgiefachmann vielfältig in die Entwicklung gottesdienstlicher Agenden eingebunden. Er gehörte der Lutherischen Liturgischen Konferenz an und war von 1950 bis zu seinem Tod an der Erarbeitung fast aller liturgischen Ordnungen in den lutherischen Landeskirchen Deutschlands beteiligt und veröffentlichte Arbeiten zur Tagzeitenliturgie. Zu seinen letzten Tätigkeiten gehörte die Mitarbeit an der 1978 in Kraft getretenen neuen Ordnung der gottesdienstlichen Lesungen und Predigttexte und in der Vorbereitung des 18. Deutschen Evangelischen Kirchentags in Nürnberg.

## Schriften (Auswahl)
- Die Stimme der Geopferten, Kassel 1948.
- mit Wilhelm Stählin: Predigthilfen über Psalmtexte, Kassel 1955.
- mit Wilhelm Stählin, Horst Schumann und Harald Wolff: Psalmgebete, Kassel 1959.

### Als Herausgeber
- mit Jörg Erb: Stimmen der Väter. Glaubenszeugnisse von der Frühzeit der Kirche bis in unsere Gegenwart nach dem Kirchenjahr geordnet, Konstanz 1973.